# Odtahový automobil

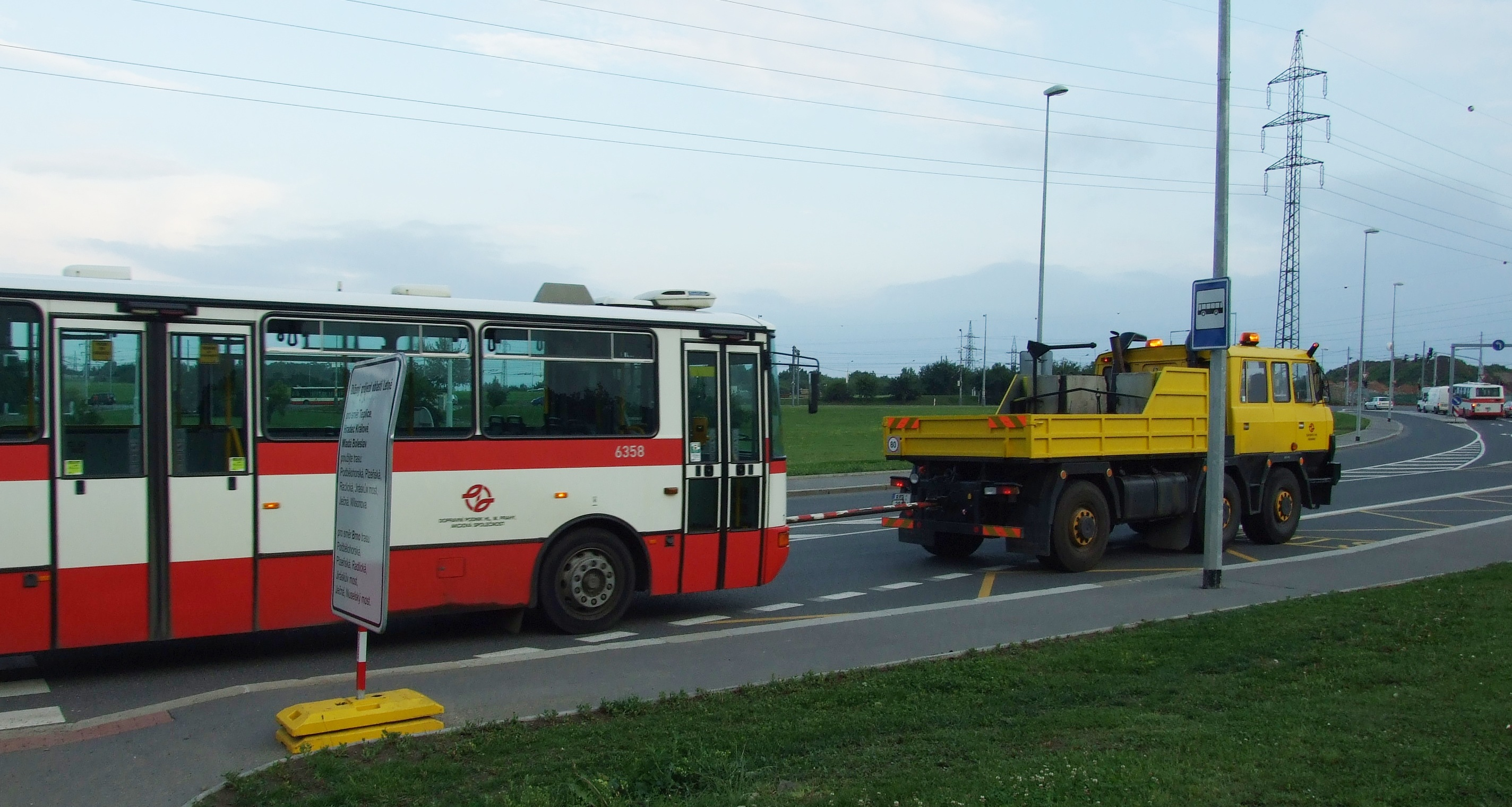
Odtah autobusu na tyči

Odtahový automobil, hovorově odtahovka, je speciální automobil nebo nákladní automobil se specializovanou nástavbou, určený k odtahu nepojízdných silničních vozidel. Odtahovky vybavené výkonnými navijáky, jeřábovým ramenem, případně hydraulickou rukou jsou schopné vyprošťovat i vozidla, která se ocitla mimo komunikaci. Ty jsou označovány jako vyprošťovací vozidla.

## Druhy vozidel podle způsobu odtahu
- Odtah na tyči – vozidla s poruchou na poháněcím ústrojím, ale s funkčním pojezdem i řízením lze odtáhnout běžným nákladním automobilem valníkového nebo sklápěčkového provedení. Odtahované vozidlo je s taženým vozidlem spojeno robustní ocelovou tyčí s oky na obou koncích. Tažené vozidlo musí být řízeno. Takto je možné táhnout i vozidla, která nebrzdí, brzdění soupravy zajistí tažné vozidlo. Tažné vozidlo nemusí být nijak upraveno. Podniky s velkým vozovým parkem mohou mít vyčleněné vozidlo jen pro tyto odtahové účely. Pak může být na korbě umístěna zátěž pro zvýšení adheze. Typicky taková vozidla používají Dopravní podniky k odtahu nepojízdných autobusů a trolejbusů.
- Odtah na pomocném podvozku pod přední nápravou – pod přední nápravu odtahovaného vozidla se umístí pomocný podvozek s maloprůměrovými koly a ojí pro spojení s odtahovými automobilem. Odtahovka zajišťuje brzdění soupravy i nouzové osvětlení.
- Odtah v závěsu na háku (pomocném rámu) – přední náprava odtahovaného vozidla je zavěšena na háku (hácích) svěšených z nástavby odtahovky. Náprava může být také upevněna do pomocného rámu vyklopeného z nástavby odtahovky.
- Odtah na plošině odtahového automobilu – nakládání navijákem. Osobní automobily, dodávky a jim obdobná vozidla se odtahují naložená všemi koly na plošině odtahového automobilu. Po sklopení plošiny nebo vysunutí pomocných ližin se odtahované vozidlo přitáhne navijákem, který je součástí odtahovky. Naložené vozidlo se na plošině zajistí proti pohybu a plošina se narovná, případně se zasunou ližiny.
- Odtah na plošině odtahovky – nakládání hydraulickou rukou. Nakládání špatně zaparkovaných osobních automobilů na plošinu odtahovky se může provést i zabudovanou hydraulickou rukou. Takto je možné vytahovat jednotlivá vozidla z řady. Způsob je také ohleduplný k vozidlům s automatickou převodovkou, případně zaparkovaným se zařazenou rychlostí.

## Příbuzná vozidla
- Terénní vozidlo vybavené pro odtah osobních automobilů. Rameno s hákem je namontováno na výkonný terénní vůz, například Land Rover Defender.
- Obrněné vyprošťovací vozidlo slouží pro vyproštění nebo odtah nepojízdné vojenské techniky.
- Přepravník automobilů – často souprava nákladního automobilu s přívěsem nebo tahače s návěsem je určena pro rozvoz nových automobilů od výrobce (dovozce) k dealerům. Nové automobily jsou pojízdné, najíždějí tedy na přepravník vlastní silou.
- Tahač s podvalníkem – pro přepravu stavebních a zemědělských strojů. Tyto stroje jsou schopny se přemísťovat pouze nízkou rychlostí a překážely by v silničním provozu.
- Vozidlo pro odtah tramvají – výsuvné rameno umožňuje nakolejit tramvaj i pod trolejí. Při výpadku napájení může na tyči nepojízdnou tramvaj i odtáhnout.

## Galerie

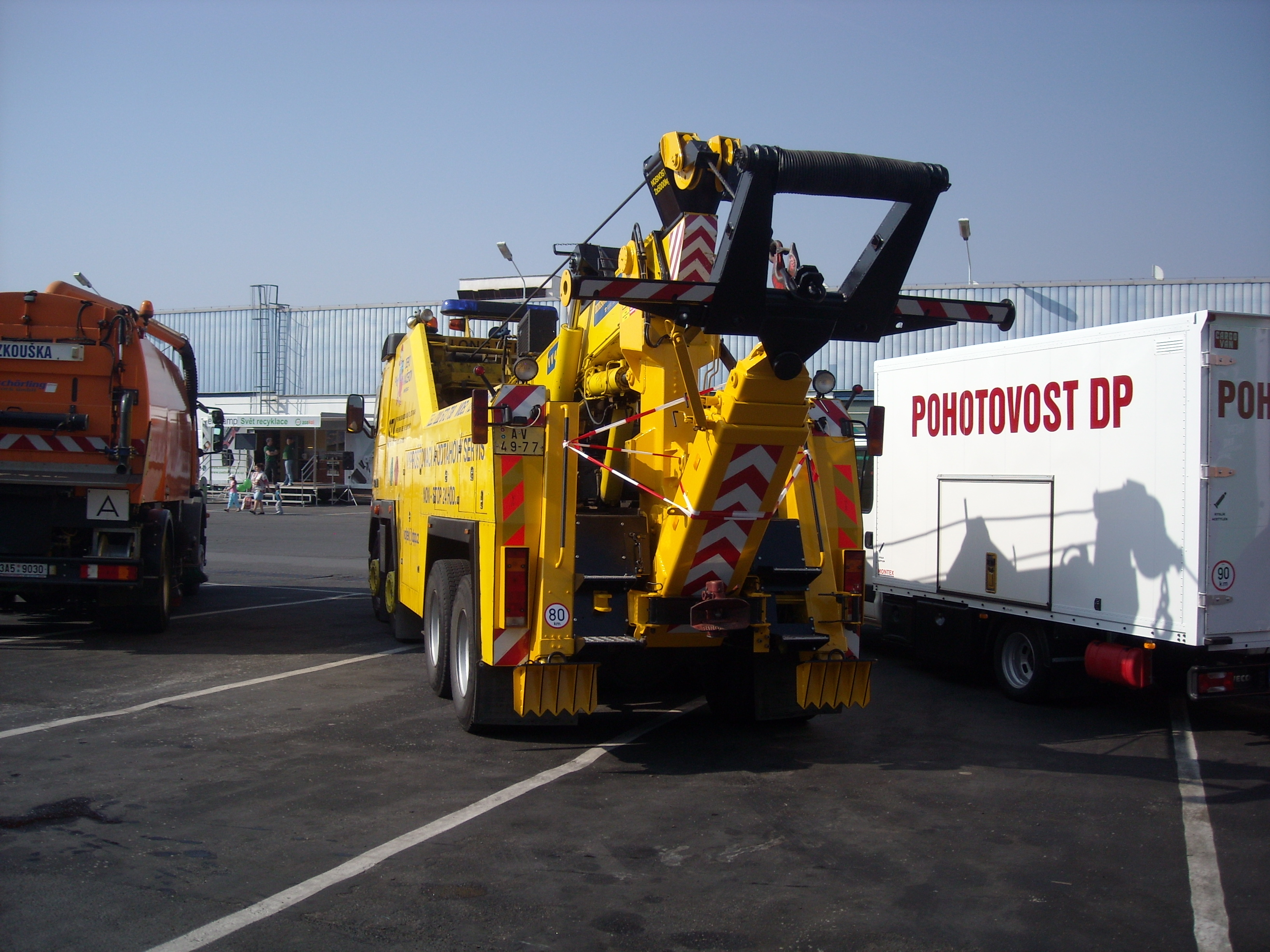
Pomocný rám pro upevnění nápravy odtahovaného vozidla
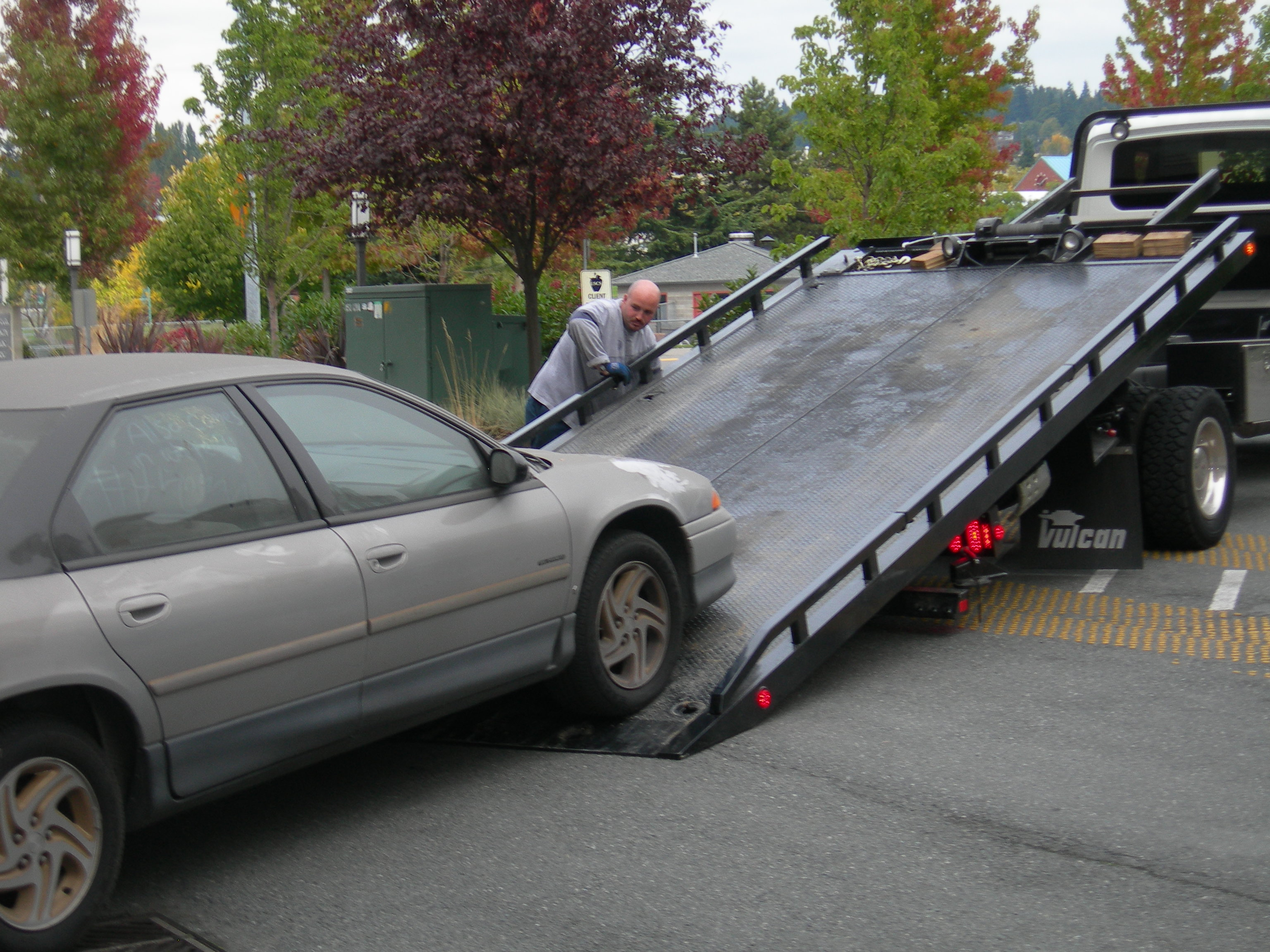
Nakládání osobního automobilu na plošinu navijákem
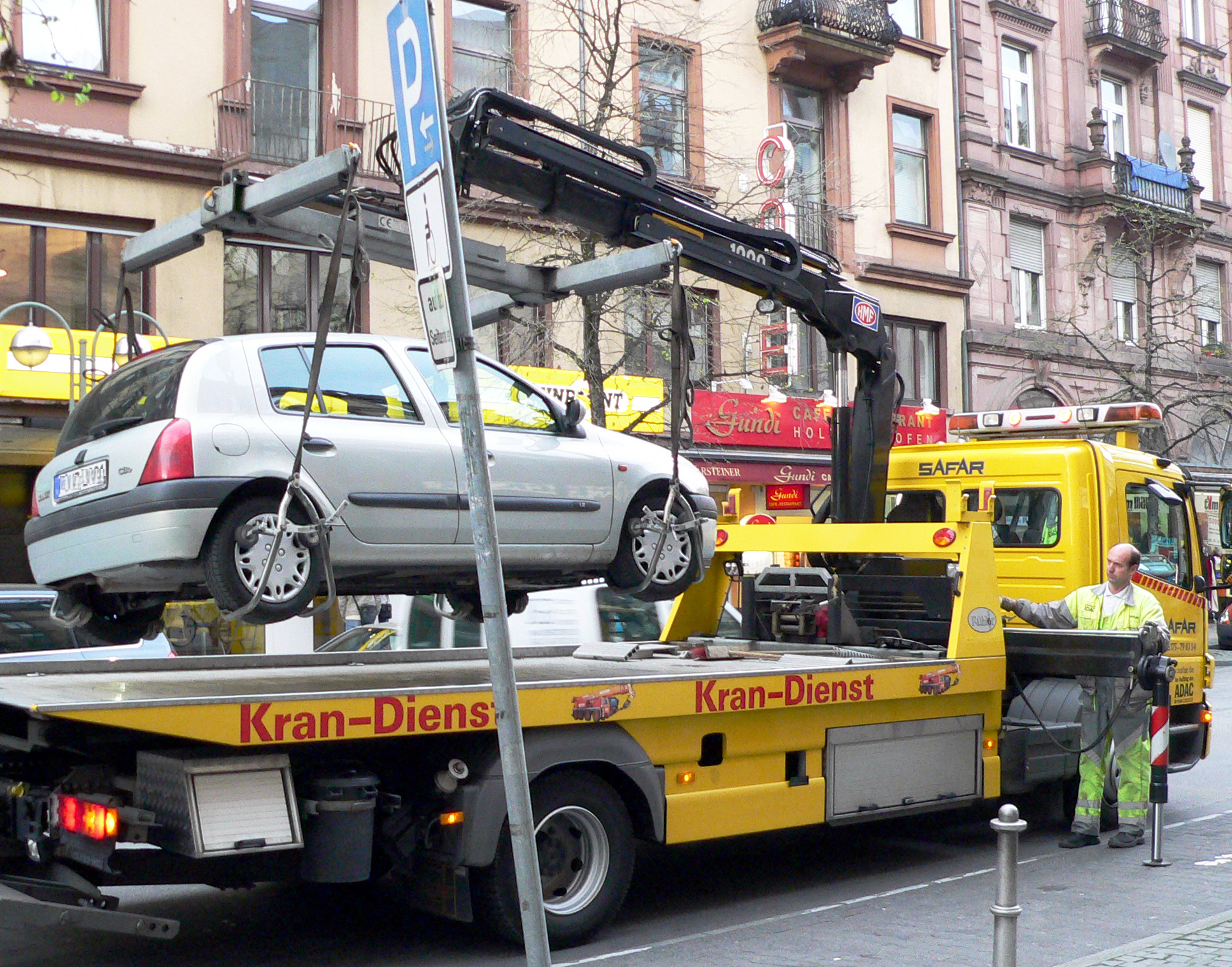
Nakládání hydraulickou rukou
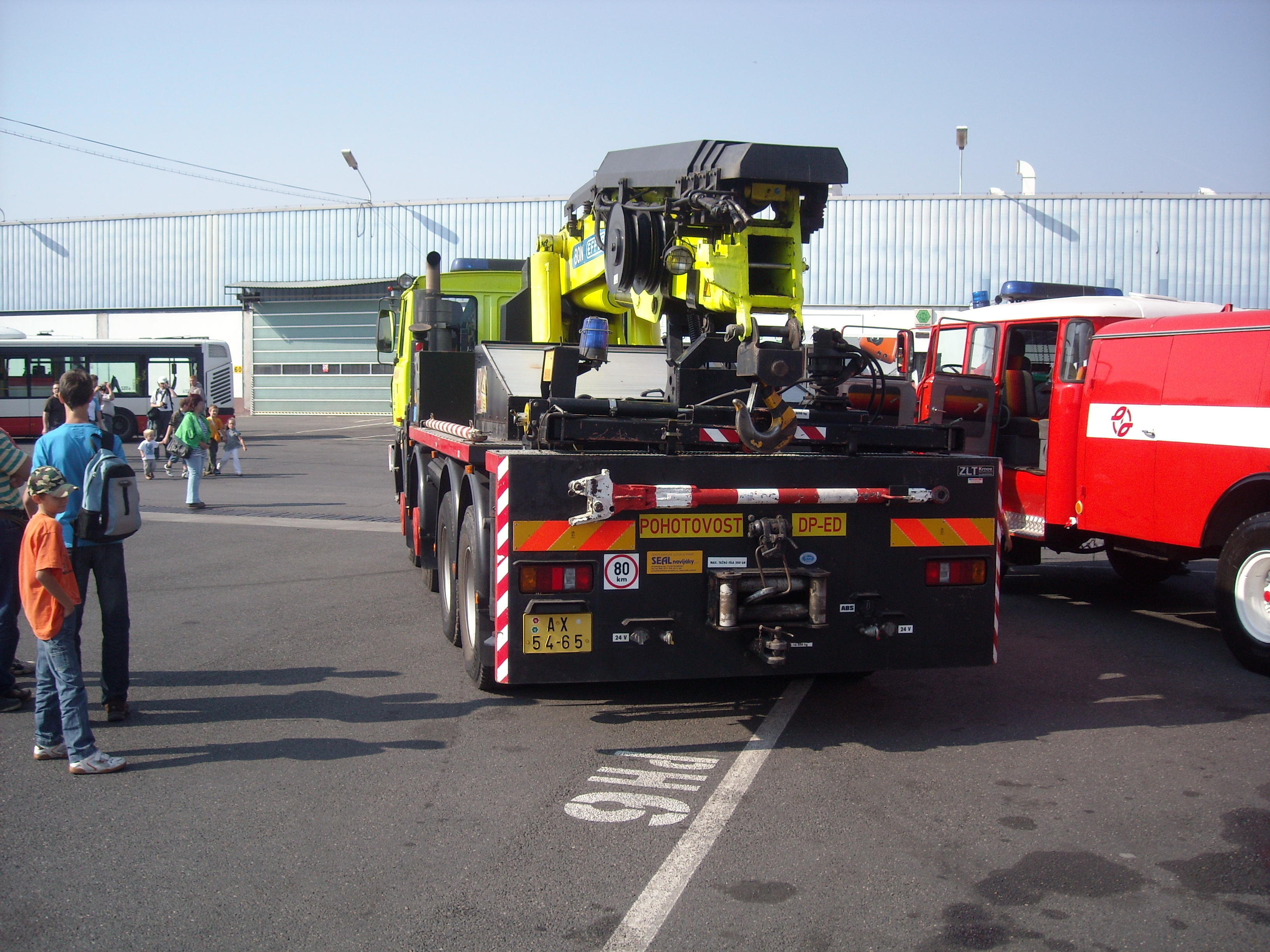
Odtahové vozidlo pro odtah tramvají
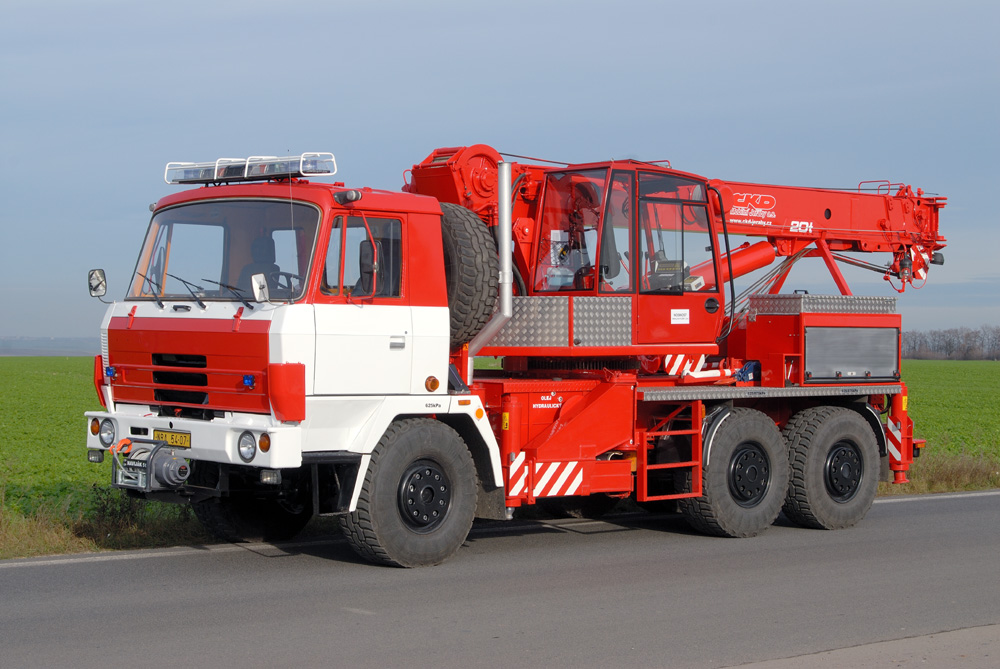
Autojeřáb vyprošťovací AV20